# August Wilhelm von Schlegel
August Wilhelm von Schlegel (Hannover, 8 de septiembre de 1767-Bonn 12 de mayo de 1845) fue un lingüista, traductor, poeta, filósofo, crítico literario y profesor universitario alemán, hermano del también filólogo Friedrich von Schlegel.

## Vida

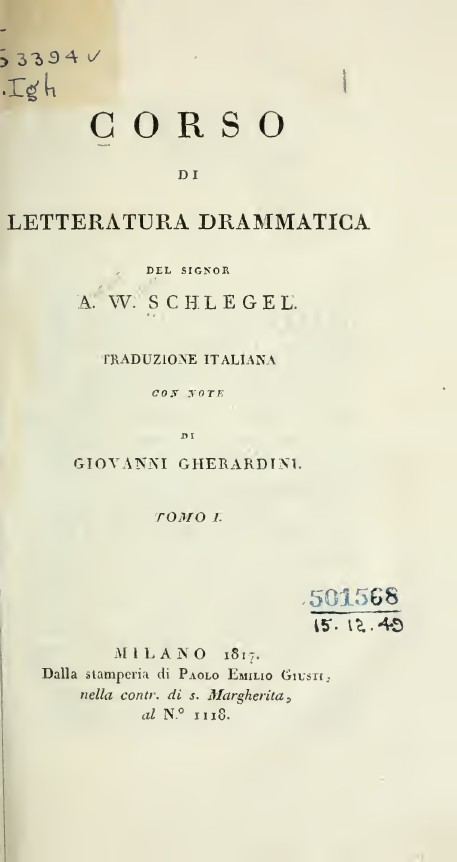
Página del título.

Nació en Hannover en 1767. Su padre, Johan Adolf Schlegel (1721-1793), era pastor luterano. Se educó en el instituto de Hannover y en la universidad de Gotinga. Fue profesor de literatura en la universidad de Jena y luego en Bonn. Con su hermano Friedrich Schlegel —principal filósofo del Romanticismo alemán— y Ludwig Tieck fundó la revista Athenaeum («Ateneo», 1798-1800), fundamental para la consolidación de esta estética. 
Después de haber estado muchos años en Ámsterdam haciendo de tutor en casa de un banquero, se fue a Jena, donde, en 1796, se casó con Caroline Schelling, viuda del físico Böhmer, y en 1798 fue nombrado profesor extraordinario. Entonces comenzó su traducción de Shakespeare, que acabó, bajo la supervisión de Ludwig Tieck, la hija de Tieck, Dorothea, y Wolf Heinrich, Graf von Baudin. Esta versión es una de las mejores traducciones de poesía al alemán, e incluso a cualquier lengua. 
En Jena, Schlegel colaboró en los periódicos de Schiller el Hören y el Musen-Almanach, y con su hermano Friedrich dirigió el  Athenaeum, el órgano de la escuela romántica. También publicó un volumen de poemas y se envuelve en una polémica muy agria con August von Kotzebue.
Entonces, los dos hermanos destacaban por la fuerza y la originalidad de sus ideas, y se ganaron el respeto como jefes de la nueva crítica romántica. En 1801 se publicó un volumen común de sus ensayos con el título de Charakteristiken und Kritiken. En 1802, Schlegel se fue a Berlín donde impartió lecciones de arte y literatura, y al año siguiente publicó Ion, una tragedia siguiendo el estilo de Eurípides, que provocó una sugerente polémica sobre los principios de la poesía dramática. Después vino Spanisches Theater (2 volúmenes, 1803/1809), en los que presentó unas traducciones admirables de cinco obras de Calderón de la Barca, y en otro volumen, "Blumensträuße italienischer, spanischer und portugiesischer Poesie" (1804), ofreció traducciones de poemas líricos españoles, portugueses e italianos.
En 1807 atrajo mucho la atención en Francia con un ensayo en francés, Comparaison entre la Phèdre de Racine et celle de Euripídes, en el que atacaba el clasicismo francés desde el punto de vista de la escuela romántica. En Viena, en 1808, construyó sus clases sobre arte dramático y literatura (Über dramatische Kunst und Literatur, 1809-1811), las cuales se han traducido a la mayoría de las lenguas europeas. Mientras tanto, después de divorciarse de su mujer Karoline, en 1804, viajó por Francia, Alemania, Italia y otros países con Madame de Staël, a quien le debía muchas de las ideas de su obra De l'Allemagne.
En 1813 hizo de secretario del heredero de la corona de Suecia, gracias a la influencia del cual se reafirmó el derecho de su familia a un estatus nobiliario. Schlegel se convirtió en catedrátrico de literatura en la universidad de Bonn en 1818, y durante el resto de la vida se dedicó sobre todo a los estudios orientales, aunque continuó las clases de arte y literatura, y en 1828 publicó dos volúmenes de escritos de crítica (Kritische Schriften). Entre 1823 y 1830 publicó la revista Indische Bibliotek y editó (1823) el Bhagavad-Gita con una traducción al latín, y el Ramayana (1829). Estas obras marcan el comienzo de los estudios de sánscrito en Alemania.
Tras la muerte de Madame de Staël se casó (1818) con una hija del profesor Paulus de Heidelberg, pero este matrimonio se disolvió en 1821. Murió en Bonn el 12 de mayo de 1845. Como poeta original, Schlegel no es importante, pero como traductor de poesía fue realmente excelente, y en la crítica puso en práctica el principio romántico de que la obligación principal de un crítico es de no analizar desde una posición de superioridad, sino entender y caracterizar una obra de arte.

## Obra

### Como traductor
Sus magníficas traducciones de diecisiete obras de Shakespeare, publicadas entre 1797 y 1810, ayudaron a popularizar al gran dramaturgo isabelino en Alemania y ejercieron una notable influencia en el teatro romántico alemán, así como las que hizo del dramaturgo español Pedro Calderón de la Barca y otros dramáticos españoles en Teatro español (2 volúmenes, 1803–1809). Junto con su hermano Friedrich von Schlegel y otros autores alemanes del momento, como Ludwig Tieck o Johann Wolfgang von Goethe, abrió el camino para la revalorización de la obra de Calderón y, en general, del teatro barroco español.

### Como filólogo
Como filólogo se le considera el iniciador del estudio del sánscrito en Alemania; publicó ediciones del Bhagavadgita y el Ramayana traducidos al alemán.
Propuso por primera vez una clasificación tipológica de las lenguas que desembocaría en la actual de lenguas aglutinantes, aislantes, flexivas e incorporantes.

### Como crítico
En su más influyente obra de crítica, Über dramatische Kunst und Literatur (Sobre el arte dramático y la literatura, 1809–1811), von Schlegel divulgó las ideas del Romanticismo alemán por Europa y expuso su creencia en que un crítico literario no debía evaluar una obra según normas estéticas aceptadas y encallecidas, sino que debía entender su individualidad y originalidad.

### Selección de obras
- Ion (1803)
- Poetische Werke (1811)
- Bhagavad Gita (1823, traducción latina)
- Kritische Schriften (1828, escritos críticos)
- Sämtliche Werke (1846-1848)
- Œuvres écrites en francais (1846)
- Opuscula Latine scripta (1848)

### Cartas
- Ludwig Tieck und die Brüder Schlegel. Briefe ed. Edgar Lohner (Múnich, 1972).